# Grecja na Letnich Igrzyskach Olimpijskich 1900
Grecję na igrzyskach w Paryżu reprezentowało 3 zawodników startujących w dwóch dyscyplinach.

## Skład kadry

### Golf

#### Mężczyźni
| Zawodnik           | Konkurencja      | Wynik   | Pozycja | Źródło |
| ------------------ | ---------------- | ------- | ------- | ------ |
| Alexandros Merkati | Turniej mężczyzn | 246 pkt | 11.     | [ 1 ]  |

### Lekkoatletyka

#### Konkurencje techniczne

##### Mężczyźni
| Zawodnik                   | Konkurencja    | Wynik                  | Wynik                  | Pozycja          | Źródło |
| Zawodnik                   | Konkurencja    | Eliminacje             | Finał                  | Pozycja          | Źródło |
| -------------------------- | -------------- | ---------------------- | ---------------------- | ---------------- | ------ |
| Panagiotis Paraskevopoulos | Pchnięcie kulą | 11,29 m                | 11,54 m                | 5.               | [ 2 ]  |
| Sotirios Wersis            | Pchnięcie kulą | Nie zaliczył podejścia | NQ                     | Nieklasyfikowany | [ 2 ]  |
| Panagiotis Paraskevopoulos | Rzut dyskiem   | 34,50 m                | Nie zaliczył podejścia | 4.               | [ 3 ]  |